# Alfred Assollant
Alfred Assollant, parfois écrit Assolant, né le 20 mars 1827 à Aubusson et mort le 3 mars 1886 à Paris 10e, est un journaliste et romancier pour la jeunesse français.

## Biographie
Élève de l’École-normale, où il a eu, entre autres, Edmond About, Francisque Sarcey, Jean-Jacques Weiss, Taine, Prévost-Paradol, pour condisciples, il commence, sa licence ès lettres obtenue, par enseigner l’histoire, à Paris et dans quelques autres villes. Etant de la génération de 1836 à 1829 grandie sous la monarchie de juillet, où les hommes d’État alliaient le gout des lettres au culte de la politique, il ne manque pas de s'attirer les foudres de son recteur par ses opinions républicaines, en cette période révolutionnaire de fin du régime de Louis-Philippe. De sorte qu'il fait alors comme tant d’autres de ses camarades des promotions de 1847 à 1851 - qui ont déserté, presque en masse, la carrière de l’enseignement pour entrer dans le journalisme. 
Cherchant à s’assurer une existence plus libre en Amérique du Nord, il voyage pendant deux ans aux États-Unis, en Californie et au Canada. De retour en France, en 1858, il publie, dans la Revue des Deux Mondes, plusieurs articles et fantaisies sur l’Amérique et les Américains. Il a rapporté de là-bas une foule de notes curieuses, qui lui ont servi à écrire un de ses premiers ouvrages, Scènes de la vie aux États-Unis, des nouvelles ayant suscité l’intérêt par leur vie et leur couleur locale.
Par la suite se succédèrent rapidement des romans et des nouvelles où apparaissaient une certaine indifférence vis-à-vis de l’ordre et de la mesure ainsi qu'un goût pour le paradoxe et les traits d’esprit.
De retour en France, où le gouvernement de Napoléon III, dont il était un farouche opposant, commençait à être sérieusement battu en brèche, il se jette dans les rangs de la presse d’opposition. Il collabore à la Presse, au Journal pour tous, au Courrier du Dimanche, où plusieurs de ses articles attirent les foudres de la censure impériale sur le journal. L’un d’entre lui vaudra même d’être frappé de suspension, en 1864. Ses principaux articles ont d’ailleurs été réunis en un certain nombre de volumes.
Devenu auteur de romans pour la jeunesse, il publie, en 1867, les Aventures merveilleuses du capitaine Corcoran dans la Bibliothèque rose de Louis Hachette. Ce roman, ainsi que l’Histoire de Pierrot ont été des livres populaires parmi la jeunesse; ils ont concurrencé les meilleurs romans de Gustave Aimard et de Fenimore Cooper. Les Aventures du capitaine Corcoran ont été adaptées au théâtre ; représentée pour la première fois au théâtre du Châtelet, le 30 octobre 1902, la pièce a remporté un énorme succès.
Assollant a eu une polémique ardente avec Victorien Sardou, qu’il accusait - non sans raison - d’avoir pillé le sujet de son Oncle Sam (1873) dans les Scènes de la vie américaine. Il a également soutenu, contre la commission du colportage, une polémique qui fit grand bruit, à propos de son roman Marcomir,.
Candidat, en 1869, aux élections législatives dans la cinquième circonscription de Paris, en concurrence avec Raspail et Garnier-Pagès, il n’obtient qu’un petit nombre de suffrages. Aux élections de 1871, il sollicite les électeurs de la Creuse, sans plus de succès qu’à Paris. Après la guerre de 1870, il fut essentiellement un écrivain politique, surtout lié aux organes proches des partisans de la Commune. Il ne manquera pas, non plus, à chaque occasion, de manifester sa germanophobie, comme dans Le docteur Judassohn. Il a écrit sous le nom d'« Alceste », « Lord Claudius Hastings » et « Lord Cumbermere ».

En 1878, il se présente à l’Académie française, qui lui préfère le duc d’Audiffret-Pasquier, pourtant célèbre dans tout Paris pour avoir écrit « accadémie » dans sa lettre de candidature. Cet échec, dont tout le ridicule est retombé sur la seule Académie et son élu, l'a beaucoup affecté. Lorsque, quelques années plus tard, en 1883, il sera prié de poser de nouveau sa candidature, il va refusre par une lettre dans laquelle il sembe avoir mis, à l’adresse de l’Académie, tout ce que sa plume renfermait de finesse railleuse et d’esprit mordant :

« Je reviendrai à l’Académie quand la série des ducs ou des fonctionnaires, de tout ce qui vit sur la tête de l’État, comme les poux sur la tête d’un pauvre homme, sera épuisée : ou plutôt — car les ducs sortent les uns des autres et bourdonnent à l’Institut comme les insectes à la surface du marais — quand on voudra élire un écrivain. »

Sensiblement aigri dans ses dernières années, sous l’influence des chagrins et des mécomptes, et désillusionné depuis qu’il avait perdu les siens, Assollant vivait dans une petite chambre d’hôtel dont il avait consigné la porte. Un de ses amis, Antoine Lagarde, préfet de Seine-et-Marne, l’étant venu voir, a appris qu’il était alité, et a forcé la consigne pour lui offrir ses bons offices. Assollant lui a répondu qu’il voulait mourir seul, et avoir le corbillard des pauvres pour son enterrement. Sur l’insistance du préfet, il a été admis dans le service du docteur Ernest Lecorché à la maison Dubois. La maladie dont il souffrait depuis longtemps ayant empiré, il a rendu son dernier soupir dans cet hôpital des lettres, laissant plusieurs ouvrages en chantier. Un nombre important de ses romans, dont certains ont paru en feuilleton, a  été repris dans la collection populaire « Les maîtres du roman », lancée en 1890 par les éditions Dentu .
D’abord inhumé au cimetière de Saint-Ouen, il repose au Père-Lachaise depuis 1890. Il a laissé un fils qui, établi en Algérie, n’a appris la mort de son père que par les journaux.

## Jugements
« Écrivain vif, clair, court, malicieux, moqueur, incisif, M. Assollant recherchait trop l’originalité par le paradoxe, et par une sorte de paradoxe ténu, subtil, qui forçait souvent le lecteur à le déchiffrer. »

« Il devait avoir dans les veines un peu de sang huguenot. Il était d’un pays où les soldats d’Agrippa d’Aubigné avaient guerroyé, et quelqu’un des siens avait dû porter le justaucorps de buffle. Un de ses plus beaux romans : la Croix aux prêches, me confirmerait dans cette idée. »

« Certainement, en venant au monde, il avait avalé une tringle de rideau ; car il marchait tout d’une pièce, la tête comme fixée an sommet du dos au lieu de l’être au haut de la poitrine; on aurait dit un empalé. Lorsqu’il était jeune, cette singulière conformation lui donnait un air hautain et sec, qui rappelait assez bien son style. »

## Publications

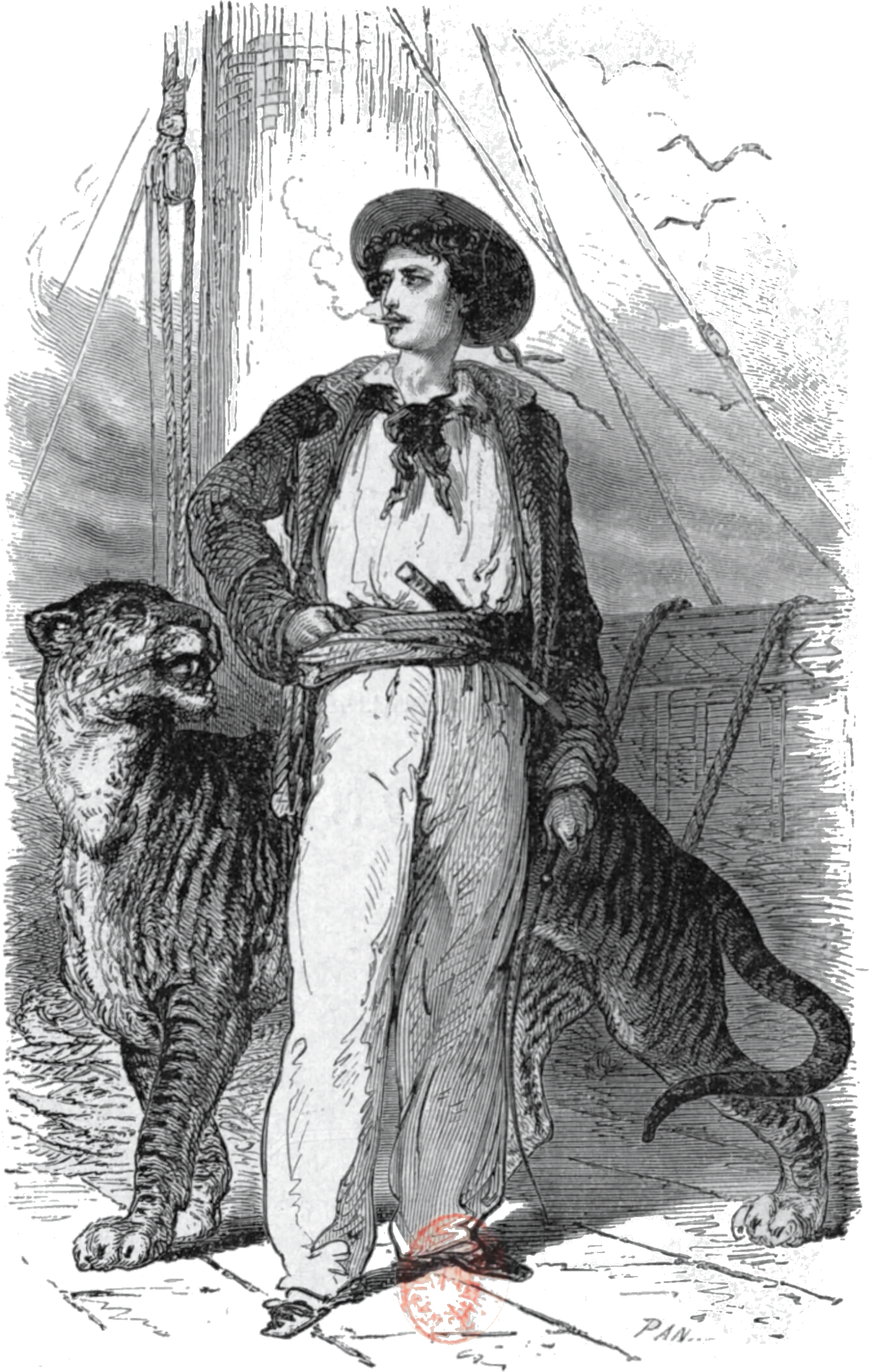
Le capitaine Corcoran et sa tigresse Louison, illustration d’Alphonse de Neuville dans l’édition de 1898.

- Scènes de la vie des États-Unis. trois récits : Acacia, Les Butterfly, Une fantaisie américaine, Paris, G. Charpentier, 1873, 2e éd., iv-352 p., in-18 (lire en ligne sur Gallica).
- Deux amis en 1792, Paris, Édouard Dentu, 1879, 312 p., in-16 (lire en ligne sur Gallica).
- Histoire du célèbre Pierrot écrite par le magicien Alcofribas : traduite du sogdien, Paris, Michel Levy, 1860 (lire en ligne sur Gallica).
- Brancas. Les Amours de Quaterquem, Paris, Édouard Dentu, 1888, 324 p., in-16 (lire en ligne sur Gallica).
- La Mort de Roland : fantaisie épique, Paris, L. Hachette, 1860, 320-8 p., in-18 (lire en ligne sur Gallica).
- Les Aventures de Karl Brunner, docteur en théologie : par lord Claudius Hastings Cumbermere, Paris, Édouard Dentu, 1861, 342 p., in-12 (lire en ligne sur Gallica).
- Le Branle-Bas européen, Paris, Édouard Dentu, 1861, 30 p., in-8º (lire en ligne sur Gallica).
- À ceux qui pensent encore, Paris, 1861, 31 p., in-8º (lire en ligne sur Gallica).
- D’heure en heure, Paris, Michel Lévy, 1862, 350 p., in-18 (lire en ligne sur Gallica).
- Marcomir : histoire d'un étudiant, Paris, L. Hachette, 1862 (lire en ligne sur Gallica).
- Jean Rosier. Rose d’Amour. Claude et Juliette : trois nouvelles, Paris, L. Hachette, 1862, 298 p., in-18 (lire en ligne sur Gallica).
- Vérité ! Vérité !, 1863.
- Une ville de garnison, Paris, Édouard Dentu, 1865 (lire en ligne sur Gallica).
- Pensées diverses, impressions intimes, opinions et paradoxes de Cadet-Borniche, sonneur de cloches de la cathédrale de Felletin (Creuse), sur la poésie, la gymnastique, l’esthétique, la physique, la métaphysique et l’hyperphysique, et les sciences adjacentes et sous-jacentes, Paris, Librairie internationale, 1864, 320 p. (lire en ligne).
- 1812 : Campagne de Russie (ill. Jules Worms), Paris, 1866, 114 p., ill. ; gr. in-8º (lire en ligne sur Gallica).
- Gabrielle de Chênevert, Paris, Michel Lévy, 1866, 341 p., in-18 (lire en ligne sur Gallica).
- Un quaker à Paris : suivi de Causerie, Paris, 1866, 320 p., in-16 (lire en ligne sur Gallica).
- Les Aventures (merveilleuses mais authentiques) du capitaine Corcoran, Paris, Hachette, 1867, 314, 326, 2 vol. : ill. ; in-8º (lire en ligne sur Gallica), tome 2 sur Gallica.
- Mémoires de Gaston Phoebus, Paris, A. Faure, 1867, 338 p., in-18 (lire en ligne sur Gallica).
- Le Droit des femmes, 1868.
- L’Aventurier, t. I. Un Amour républicain, Paris, Édouard Dentu, 1868, 336 p., couv. ill. ; in-16 (lire en ligne sur Gallica), « t. II. Un duel sous l’Empire », sur Hathitrust, 1875.
- La Confession de l’abbé Passereau, Paris, Librairie internationale, 1869, 320 p., 18 cm (lire en ligne).
- Un millionnaire : suivi de Trop Tard, Paris, Édouard Dentu, coll. « Les maitres du roman », 1891, 256 p., in-18 (lire en ligne sur Gallica).
- Récits de la vieille France : François Buchamor, Paris, Ch. Delagrave, 1886, 6e éd., 434 p., [12] f. de pl. : ill. (lire en ligne sur Gallica).
- Le Puy de Montchal, Paris, Édouard Dentu, 1875, 370 p., in-18 (lire en ligne sur Gallica).
- Rachel, histoire joyeuse, Paris, Édouard Dentu, 1874, in-16 (lire en ligne sur Gallica).
- Le Seigneur de Lanterne, Paris, Édouard Dentu, 1874, 372 p., in-18 (lire en ligne sur Gallica).
- La Croix des prêches, Paris, Édouard Dentu, 1875, 395, 444, 2 vol. ; in-18 (lire en ligne).
- Léa, Paris, Édouard Dentu, 1891 (1re éd. 1876), 283 p., couv. ill. ; in-12 (lire en ligne sur Gallica).
- Un mariage au couvent, 1877.
- Le plus hardi des gueux, Paris, Édouard Dentu, 1878, 363 p., in-18 (lire en ligne sur Gallica).
- Montluc le Rouge (ill. Sahib), Paris, Hachette, 1878-1879, 255, 269, 2 vol. ill. ; in-8º (lire en ligne).
- Le Vieux Juge, Paris, Édouard Dentu, 1879, 385 p., in-18 (lire en ligne sur Gallica).
- Nini, Paris, Édouard Dentu, 1879, 409 p., in-18 (lire en ligne sur Gallica).
- Le Tigre, Paris, E. Plon, 1879, 324 p., in-18 (lire en ligne sur Gallica).
- Hyacinthe, Paris, Édouard Dentu, coll. « Les maitres du roman », 1890, 252 p., in-16 (lire en ligne sur Gallica).
- Pendragon (ill. C. Gilbert), Paris, Hachette, 1881, 267 p., ill. ; in-8º (lire en ligne sur Gallica).
- Chiffon, Paris, Édouard Dentu, 1881 (lire en ligne sur Gallica).
- La Bataille de Laon, Paris, 1881, 283 p., in-18 (lire en ligne sur Gallica).  — Reparu en feuilleton dans l'Humanité en 1918.
- La Fête de Champdebrac, Paris, Édouard Dentu, 1882, 330 p., in-18 (lire en ligne sur Gallica).
- Les Crimes de Polichinelle, Paris, Édouard Dentu, 1883.
- Plantagenet, Paris, Édouard Dentu, 1885, 2 vol.
- Désirée, Paris, Édouard Dentu, 1886, 356 p., in-18 (lire en ligne sur Gallica).
- La Chasse aux lions, Paris, Ch. Delagrave, 1892, 107 p., in-4º (lire en ligne sur Gallica).
- Rose-d’amour, Paris, Édouard Dentu, 1888, 288 p., in-16 (lire en ligne sur Gallica).